# André Delrue
Pour les articles homonymes, voir Delrue.
André Delrue, né le 13 janvier 1906 à Tournai et mort le 10 novembre 1999, est un homme politique belge.

## Fonctions et mandats
- Conseiller communal de Tournai : 1946-1982
- Échevin de Tournai: 1946-1952
- Échevin de Tournai : 1958-1964
- Membre de la Chambre des Représentants de Belgique : 1965-1968
- Membre de la Chambre des Représentants de Belgique : 1971-1977

## Sources
- Wilfried Beerten, Marie-Thérèse Coenen, Serge Govaert, Le rassemblement des progressistes: 1944-1976, 1999

- Ressource relative à plusieurs domaines :   - ODIS